# 量子脳理論
量子脳理論（りょうしのうりろん）は、脳のマクロスケールでの振舞い、または意識の問題に、系の持つ量子力学的な性質が深く関わっているとする考え方の総称。心または意識に関する量子力学的アプローチ（Quantum approach to mind/consciousness）、クオンタム・マインド(Quantum mind)、量子意識（Quantum consciousness）などとも言われる。具体的な理論にはいくつかの流派が存在する。

## 概要
脳の振る舞いに系の持つ量子力学な性質が本質的な形で関わっている、というのが量子脳理論と言われるものの一般的な特徴であるが、近年では意識の問題と絡めて議論されることが多い。
量子脳理論と呼ばれるものの全体を物理学的な言葉で特徴づけることは難しいが、一般的な特徴としては量子力学的な効果が効いてくる範囲として、普通の物理学者が考えるよりはるかに大きい時間的・空間的スケールを考えている点が挙げられる。
ヒトの脳はおおよそ2000ccの大きさを持っておりその内的構造は非常に複雑である。そして脳はおよそ常温（一般に体温である37℃、つまり310K程度）で動作している。こうした系においてマクロスケールで量子力学的な性質が効いてくると考えることは中々難しいが（量子的効果をマクロスケールで発現させるためには普通、規則性のある構造や非常に単純な系を、かなりの低温、例えば絶対零度近くまで冷やさなければならない）、一般に量子脳理論と呼ばれる理論の提唱者においては、この点で強い考え方を持つ。
量子脳理論に共通するのは、意識の基本構成単位としての属性が、素粒子各々に付随するという考え方に基づいており、波動関数の収縮において、意識の基本的構成単位も同時に組み合わされ、生物が有する高度な意識を生じるとしている点である。
こうした理論が提出される背景には様々な動機があるが、そのひとつとは自由意志の問題である。これは物理的世界が因果的に閉じている（物理領域の因果的閉包性）という主張をうまくかわしながら、現在の物理学と整合的な形で実体二元論的立場を取るための方策として、物理系に因果作用を与えられそうな地点として、波動関数の収縮過程の存在を利用できるためである。とはいえ必ずしも量子脳理論と呼ばれる理論のすべてが自由意志の問題を背景にもつわけではない。
たとえばペンローズの理論は決定論であり、哲学的な意味では自由意志の問題ではなくむしろ数学的なプラトニズムの立場と関わる。

## 様々な流れ

### ノイマン＝ウィグナー アプローチ

#### ノイマン＝スタップ アプローチ
ヘンリー・スタップは、量子波動は意識と相互干渉したときにだけ収縮することを提唱した。彼は、ジョン・フォン・ノイマンの量子力学の立場から、観察者が将来に起こす行動の根拠として、いくつもの量子の可能性の中からたった1つを選択するときに、量子状態が収縮すると主張する。それゆえ、収縮は、観測者がその状態に結びついた予測において起こるのである。スタップの研究はDavid BourgetやDanko Georgievといった科学者から批判を受けた。
Georgievはスタップのモデルを二つの点から批判している。
- スタップの仮説における心は、それ自身の波動関数や密度行列を持たないにもかかわらず、射影演算子を用いて脳に作用することができる。このような扱い方は標準的な量子力学とは相容れない。なぜなら、空間内の任意の点に任意の数の幽霊のような心を配置することができ、その幽霊のような心が任意の射影演算子を使って物理的な量子系に作用することができるからである。スタップのモデルは、それゆえ、「有力な物理学の原理」を否定している[3]。
- 量子ゼノン効果が外部環境的なデコヒーレンスに強いというスタップの主張は、量子情報理論の基本定理である「量子系の密度行列に射影演算子を作用させると、その系のフォン・ノイマンエントロピーが増大するだけ」ということと真っ向から矛盾している[3][4]。

スタップはGeorgievの二つの反論の両方に返答している。

### エックルズ＝ベック アプローチ
ジョン・エックルズの流れを受け継ぎつつF. ベックによって提唱されているアプローチ。

### 治部＝保江アプローチ
梅沢博臣の1978年,79年の論文に起源を持つアプローチ。量子脳力学（Quantum Brain Dynamics）と呼ばれ、現在治部眞里、保江邦夫などが研究を行っている。場の量子論を使って、神経細胞の間隙にある水を巨視的凝集体としてみて、記憶の素過程などを明らかにしようとするものである。目だった哲学的な含意や理論的飛躍は特になく、量子脳理論とよばれているものの中ではおそらく最も普通である。
量子脳力学の理論はサイアス 1999 年 12 月号に「■特集1 シリーズ「人間」　脳と心の物理学　場の量子論はどこまで人間の本性に迫れるか？」と題して紹介された。「数理科学　2000 Vol.38 No.10」では、「脳と心の量子論ー物理学が拓く脳科学の新たな地平」という特集が組まれている。
理論の概説
- 治部眞里, 保江邦夫 「頭を使った場の量子論」 素粒子論研究  Vol.80, No.6(1990)  pp. 242-252

日本語による治部・保江アプローチの簡潔な概説
起源となっている論文
- C. I. J. M. Stuart, Y. Takahashi and H. Umezawa "On the stability and non-local properties of memory" J. Theor. Biol. 71, (1978), pp. 605-618.
- C. I. J. M. Stuart, Y. Takahashi and H. Umezawa "Mixed-system brain dynamics: Neural memory as a macroscopic ordered state" Found. Phys. Volume 9, Numbers 3-4 (1979), pp. 301–327.

治部・保江アプローチの起源となっている、梅沢博臣、高橋康らによる1978-79年の論文。

### ペンローズ＝ハメロフ アプローチ
理論物理学者のロジャー・ペンローズと麻酔科医のスチュワート・ハメロフによって提唱されているアプローチ。二人によって提唱されている意識に関する理論は Orchestrated Objective Reduction Theory（統合された客観収縮理論）、または略して Orch-OR Theory（オーチ・オア・セオリー）と呼ばれる。
意識は何らかの量子過程から生じてくると推測している。ペンローズらの「Orch OR 理論」によれば、意識はニューロンを単位として生じてくるのではなく、微小管と呼ばれる量子過程が起こりやすい構造から生じる。この理論に対しては、現在では懐疑的に考えられているが生物学上の様々な現象が量子論を応用することで説明可能な点から少しずつ立証されていて20年前から唱えられてきたこの説を根本的に否定できた人はいないとハメロフは主張している。。
臨死体験の関連性について以下のように推測している。「脳で生まれる意識は宇宙世界で生まれる素粒子より小さい物質であり、重力・空間・時間にとわれない性質を持つため、通常は脳に納まっている」が「体験者の心臓が止まると、意識は脳から出て拡散する。そこで体験者が蘇生した場合は意識は脳に戻り、体験者が蘇生しなければ意識情報は宇宙に在り続ける」あるいは「別の生命体と結び付いて生まれ変わるのかもしれない。」と述べている。
理論の簡潔な概説
- "What is Consciousness?" at quantumconsciousness.org

ハメロフのサイトにある理論の解説ページ。図が豊富に用いられており話の概要をつかむのに便利。
- Stuart Hameroff, Roger Penrose. "Conscious Events as Orchestrated Space-Time Selections" Journal of Consciousness Studies, Volume 3, Number 1, 1996 , pp. 36-53(18)

1996年にJCSに投稿されたハメロフとペンローズの共著論文。
書籍 理論の背景などを知るのに有用
- 『ペンローズの＜量子脳＞理論―心と意識の科学的基礎をもとめて』＜ちくま学芸文庫＞ 筑摩書房 2006年 ロジャー・ペンローズ著，竹内薫，茂木健一郎訳・解説：徳間書店1997.5 ISBN 978-4480090065

竹内薫と茂木健一郎によるペンローズ・ハメロフ理論の解説書。139ページから194ページに上のJCSの論文の邦訳が収められている（茂木健一郎訳「意識はマイクロチューブルにおける波動関数の収縮として起こる」）。
これらの理論は科学的な枠組みで述べられているが、科学者の個人的な信条と切り離すことは困難である。提唱者の意見は、意識の本質に関する直感や主観的な考えに基づいていることが多い。例えば、ペンローズは次のように書いている。
ペンローズはこう続ける。
ローレンス・M・クラウスは、ペンローズの考えをあからさまに批判している。